# Phylidorea latistyla
Phylidorea latistyla là một loài ruồi trong họ Limoniidae. Chúng phân bố ở miền Cổ bắc.